# Christian Köberl

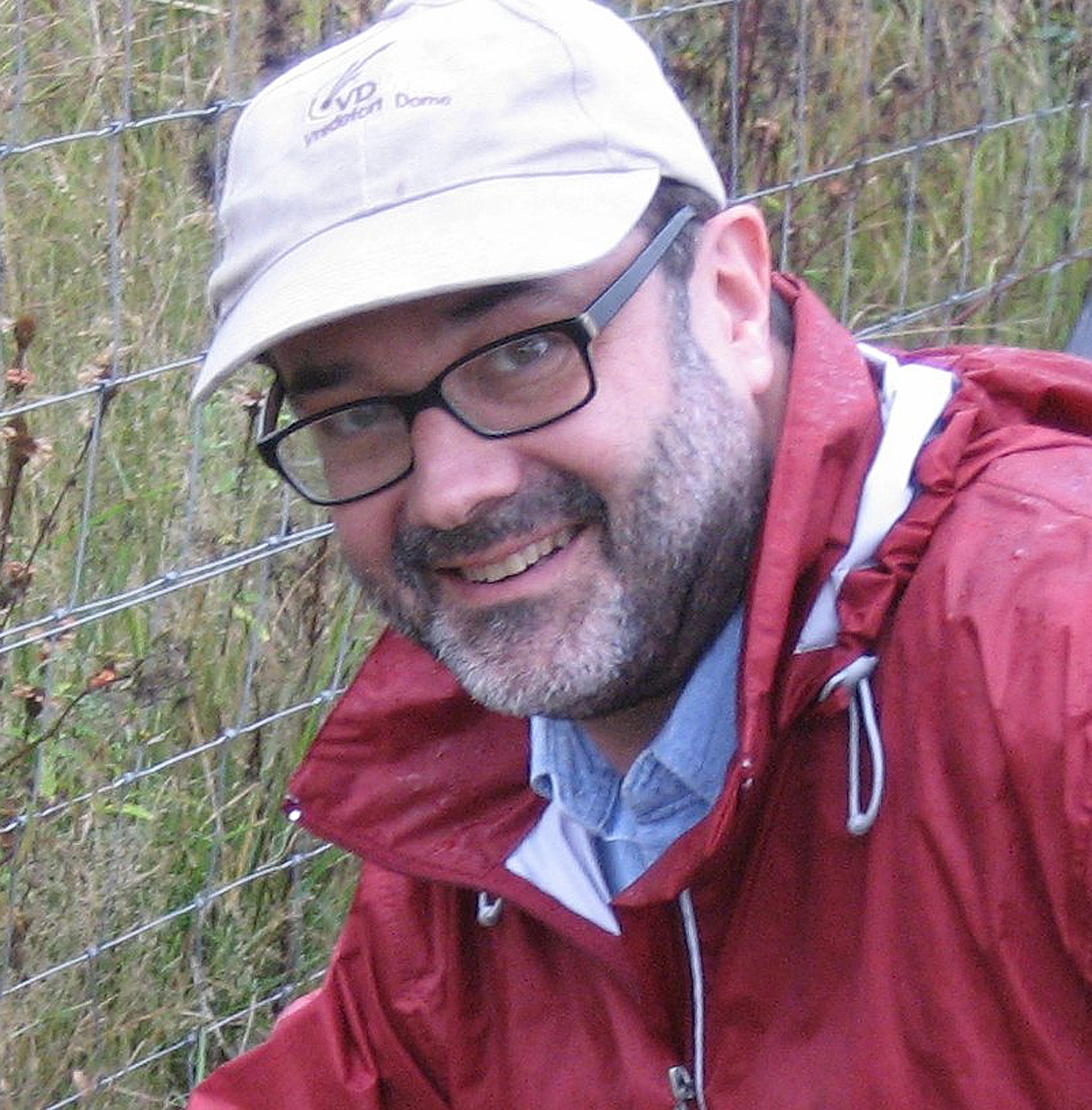
Christian Köberl (2010)

Christian Köberl (* 18. Februar 1959 in Wien) ist ein österreichischer Geochemiker, Universitätsprofessor für Impaktforschung und planetare Geologie an der Universität Wien. Von Juni 2010 bis Mai 2020 war er Generaldirektor und wissenschaftlicher Geschäftsführer des Naturhistorischen Museums Wien.

## Leben
Christian Köberl besuchte nach der Volksschule (Märzstraße) und dem Maroltinger-Gymnasium die HTL für chemische Industrie in der Rosensteingasse. Ab 1978 studierte er an der Technischen Universität Wien Technische Chemie und Lehramt Physik und ab 1980 zusätzlich Astronomie an der Universität Wien. Ab 1981 arbeitete er an einer Dissertation aus dem Gebiet der Kosmochemie an der Universität Graz; die Promotion zum Doktor der Philosophie (Hauptfach: Astronomie, Nebenfach: Chemie) erfolgte am 27. Mai 1983. Während der folgenden beiden Jahre wurden kosmochemische Forschungsprojekte, vor allem am Institut für Analytische Chemie der Universität Wien, durchgeführt. Im Oktober 1985 erfolgte die Ernennung zum Universitätsassistenten an der Universität Wien, mit Zuordnung zum neugegründeten Institut für Geochemie. Köberl ist auch Lehrbeauftragter an der Universität für angewandte Kunst Wien (Lehrkanzel für Technische Chemie). 1990 habilitierte sich Köberl an der Universität Wien im Fachgebiet „Geo- und Kosmochemie“ und wurde im Sommer 1990 zum unbefristeten Universitätsdozenten ernannt. In diese Zeit fallen auch Auslandsaufenthalte als Gastwissenschaftler bei der NASA in Houston, USA (Lunar and Planetary Institute und NASA Johnson Space Center) zwischen 1988 und 1991. Zwischen 1992 und 1995 erfolgten jährliche mehrmonatige Forschungsaufenthalte an der Carnegie Institution of Washington (USA) auf dem Gebiet der Isotopengeochemie, Gastprofessuren im Jahr 1993 an der University of the Witwatersrand in Johannesburg, Südafrika, und 1994 am Dartmouth College in New Hampshire (USA).
1998 wurde Köberl zum ao. Universitätsprofessor an der Universität Wien ernannt. Von 2006 bis 2007 war er stellvertretender Leiter und von Jänner 2008 bis September 2010 Leiter des Departments für Lithosphärenforschung der Universität Wien. Von 2007 bis 2010 war Köberl auch Visiting Research Professor am Institut für Planetenforschung der Open University in Großbritannien, und seit Jänner 2008 ist er stellvertretender Leiter des Geowissenschaftlichen Zentrums der Österreichischen Akademie der Wissenschaften und Mitglied der Kommission für Astronomie. 2008 wurde er zum Universitätsprofessor für Impaktforschung und planetare Geologie an der Universität Wien berufen; den Lehrstuhl hat er seit 2009 inne.
Seit 2008 ist er Mitglied des Kuratoriums des Fonds zur Förderung der wissenschaftlichen Forschung (FWF) in Österreich und dort Referent für die Geowissenschaften. Seit 2011 ist er Mitglied des neugegründeten Akademierates der Österreichischen Akademie der Wissenschaften.
Seine Forschungsarbeiten konzentrieren sich hauptsächlich auf die Untersuchung von Meteoritenkratern durch integrierte und multidisziplinäre Studien (Geochemie, Geologie, Petrologie, Geophysik, Fernerkundung etc.) auf der Erde und anderen Körpern des Sonnensystems, frühe Prozesse auf der Erde, planetare Geologie/Planetologie, Isotopengeochemie, Geochronologie, Massensterben und Evolution, Tektite, Meteoritenforschung und ähnliche Gebiete.
Er ist Verfasser von über 450 wissenschaftlichen Publikationen und hat zahlreiche Fachvorträge bei internationalen Tagungen abgehalten und Tagungen mitorganisiert. Er ist Mitherausgeber der Fachzeitschriften „Geochimica et Cosmochimica Acta“ und „Meteoritics & Planetary Science“  sowie seit 2009 Herausgeber der internationalen geologischen Fachzeitschrift „Bulletin of the Geological Society of America“.
Christian Köberl war ab Juni 2010 Generaldirektor und wissenschaftlicher Geschäftsführer des Naturhistorischen Museums Wien. Am 13. März 2020 wurde Katrin Vohland von Staatssekretärin Ulrike Lunacek als Nachfolgerin von Christian Köberl als wissenschaftliche Geschäftsführerin und Generaldirektorin des Naturhistorischen Museums Wien präsentiert, sie folgte ihm mit 1. Juni 2020 in dieser Funktion nach.
Gemeinsam mit Alwin Schönberger veröffentlichte er 2018 das Buch Achtung Steinschlag! Asteroiden und Meteoriten: Tödliche Gefahr und Wiege des Lebens, das als Wissenschaftsbuch des Jahres 2019 in der Kategorie Naturwissenschaft/Technik nominiert wurde.

## Auszeichnungen
- 1987 Verleihung der Antarctica Service Medal of the United States of America.
- 1988 Fulbright Senior Visiting Scholar, USA.
- 1994 Ernennung zum Fellow der Meteoritical Society
- 1995 Meritorious Service Award, Geochimica et Cosmochimica Acta
- 1996 Start-Preis des Bundesministeriums f. Wissenschaft und Forschung und FWF Wien (1997–2003)
- 1997 Novartis-Preis
- 2000 Ernennung zum Fellow der Geological Society of South Africa
- 2004 Outstanding Contribution Award der European Space Agency (ESA) (zur Rosetta-Raumsonde); Wahl zum korrespondierenden Mitglied im Inland der Österreichischen Akademie der Wissenschaften
- 2006 Wahl zum wirklichen Mitglied der Österreichischen Akademie der Wissenschaften; Benennung eines Asteroiden nach ihm: (15963) Koeberl.[7]
- 2007 Verleihung der Barringer Medal and Award der Meteoritical Society[8]
- 2017 Kardinal-Innitzer-Preis

## Schriften (Auswahl)
als Autor
- Impakt. Gefahr aus dem All. Verlag VaBene, Wien-Klosterneuburg 1998, 184 S. ISBN 3-85167-074-4.
- Impact Stratigraphy. The Italian Record (Lecture Notes in Earth Sciences: Bd. 93). Springer Verlag, Heidelberg 2000, 364 S. ISBN 3-540-66368-1 (zusammen mit Alessandro Montanari).
- Achtung Steinschlag! Asteroiden und Meteoriten: Tödliche Gefahr und Wiege des Lebens, gemeinsam mit Alwin Schönberger, Brandstätter Verlag, Wien 2018, ISBN 978-3-7106-0094-4

als Herausgeber
- The Manson Impact Structure, Iowa. Anatomy of an Impact Crater (GSA Special Paper; 302). Geological Society of America, Boulder, Colo. 1996, 468 S. ISBN 0-8137-2302-7 (zusammen mit Raymond R. Anderson).
- Catastrophic Events and Mass Extinctions. Impacts and Beyond (GSA Special Paper; 356). Geological Society of America, Boulder, Colo. 2002, 746 S. ISBN 0-8137-2356-6 (zusammen mit Kenneth MacLeod).
- Impact Tectonics (Impact Studies; Bd. 6). Springer, Heidelberg 2005, 552 + XIX S. ISBN 3-540-24181-7 (zusammen mit Herbert Henkel).
- Biological Processes Associated with Impact Events (Impact Studies; Bd. 8). Springer, Heidelberg 2006, 376 + XVI S. ISBN 3-540-25735-7 (zusammen mit Charles S. Cockell und Iain Gilmour).
- Continental Scientific Drilling. A decade of progress and challenges for the future. Springer, Heidelberg 2007, 366 + X S. ISBN 978-3-540-68777-1 (zusammen mit Ulrich Harms und Mark Zoback).
- The Late Eocene Earth. Hothouse, icehouse, and Impacts (GSA Special Paper; 452). Geological Society of America, Boulder, Colo. 2009, 322 + VIII S. ISBN 978-0-8137-2452-2 (zusammen mit Alessandro Montanari).